# Амилахвари, Гиви Андукапарович
Князь Гиви Андукапарович Амилахвари (1689—1754) — крупный политический деятель Картли-Кахетинского царства, игравший заметную роль в политической жизни Восточной Грузии в первой половине XVIII века. Глава Саамилахоро, сардал, командующий садрошо Верхнего Картли, моурави Гори и Тбилиси. Опираясь на помощь Турции и Персии, выступал против объединительной политики картли-кахетинских царей.

## Биография
Представитель старинного грузинского княжеского рода Амилахвари из Картли. Сын князя Андукапара Амилахвари. Его бабушка Тамара была дочерью царя Картли Вахтанга V. Унаследовал от своего отца большое владение в Шида-Картли (Верхней Картли) и пост губернатора (моурави) в Гори.
Впервые Гиви Амилахвари появляется на политической сцене Картли в 1722 году. Периодически сотрудничал и воевал с турками-османами, оккупировавшими Картлийское царство. В 1726 году он использовал своё влияние, чтобы сохранить главный грузинский православный Сионский собор в Тбилиси от превращения в исламскую мечеть. В 1727 году Гиви Амилахвари был назначен турками санджак-беем Верхней Картли. Участвовал в турецких экспедициях против мятежных кахетинских дворян и дагестанских мародёров.

## Восстание против Османской империи
В 1734 году князь Гиви Амилахвари перешёл на сторону Персии и поднял восстание против турецкого владычества в Картли. Он отбил у турок крепость Гори и присоединился к иранскому полководцу Надир-шаху под Гянджой и помог изгнать иранцам изгнать турецкий гарнизон из Тбилиси. Вскоре Надир-шах захватил шахский престол в Иране и начал проводить активную внешнюю политику, стремясь подчинить своей верховной власти всё Закавказье. Восточная Грузия (Картли и Кахети) была обложена тяжелыми налогами. Грузинские вспомогательные отряды вынуждены были участвовать в завоевательных кампаниях Надира в Афганистане и Индии. Многие грузинские князья в качестве заложников были отправлены в Иран. Среди заложников находился князь Гиви Амилахвари, который в 1735 году сопровождал Надир-шаха во время его похода на Кандагар. Гиви смог бежать из иранского плена и вернулся в Грузию, где присоединился к эриставу ксанскому Шанше Квенипневели и князю Вахушти Абашидзе, поднявшим антииранское восстание. Гиви выдал свою дочь Тамару замуж за князя Теймураза Багратиони (будущего католикоса-патриарха Антония I), племянника бывшего царя Вахтанга VI. Во время свадебной церемонии персы захватили невесту в церкви, а её жених Теймураз вынужден был укрыться в монастыре. Вскоре сам Гиви Амилахвари был взят в плен и участвовал и отличился во время военной кампании Надир-шаха в Индию.
В 1741 году Надир-шах освободил из плена Гиви Амилахвари, передав ему во владение Ксанское эриставство и назначив его «векилом» (уполномоченным) Картли. Ксанский эристав Шанше, использовавший отряды дагестанских и турецких наемников, лишился поддержки местного грузинского населения. Мятежный князь был побежден и взят в плен иранцами. Гиви Амилахвари вступил во владение Ксанским эриставством. Вскоре Гиви Амилахвари стал интриговать против кахетинского царя Теймураза II и написал на него донос иранскому наместнику в Тбилиси. В 1742 году, недовольный выдвижением на престол Картли кахетинского царя Теймураза II и тяжелым налоговым гнетом со стороны иранцев, князь Гиви Амилахвари возглавил восстание против Ирана.

## Союз и война с Персией
В 1741 году Гиви Амилахвари был назначен иранским губернатором Картли и получил во владение Ксанское эриставство, став самым влиятельным вельможей в Восточной Грузии. В том же году он принял участие в неудачной кампании Надир-шаха против Дагестан, которая стоила шаху жизней тысяч своих солдат и подорвала иранское владычество в Грузии. В 1744 году кахетинский царь Теймураз II выступил против своего врага, ксанского эристава Гиви Амилахвари. Сам Гиви Амилахвари бежал из своих владений. Реваз, двоюродный брат Гиви, сдал все крепости Ксанского эриставства царю Теймуразу.
В 1744 году в Картли вторглась турецкая армия под командованием Юсуф-паши, к которой присоединился князь Гиви Амилахвари. Кахетинский царь Теймураз II, соединившись с персидским наместником в Тбилиси, потерпел поражение от турок-османов под Гори. Однако царевич Ираклий, старший сын Теймураза II, разбил часть турецкого войска на реке Арагви. Юсуф-паша снял осаду с Гори и отступил в Ахалцихе. В том же Надир-шах назначил кахетинского царя Теймураза царем Картли, а его сына Ираклия — царем Кахети.
В 1745 году картлийский царь Теймураз II вместе с ирано-грузинским войском осадил мятежного князя Гиви Амилахори, укрывавшегося в Сурамской крепости. Гиви Амилахвари был взят в плен и отправлен ко двору Надир-шаха в Иран.

## Последние годы
Гиви Амилахвари был доставлен в Исфахан, где под давлением Надир-шаха перешёл в ислам под именем Шах-Кули-хан. Надир-шах назначил Амилахвари командиром элитной шахской гвардии — куларагасом. В 1747 году отношения Надир-шаха с вассальными царями Кахети и Картли испортились из-за стремления последних проводить независимую политику. Шах собрал 30-тысячное персидское войско и назначил командующим князя Гиви Амилахвари, приказав ему восстановить персидское владычество в Восточной Грузии. Однако в июне 1747 года Надир-шах был убит своими военачальниками. В Персии началась длительная гражданская война. В 1749 году князь Гиви Амилахвари, собрав находившихся в Иране грузин, вооружив их, с боем пробился в Грузию. Он примирился с царями Теймуразом II и Ираклием II, вновь перейдя в христианство.
Царь Картли Теймураз II назначил его губернатором (моурави) Тбилиси. За эти годы Гиви Амилахвари финансировал несколько строительных проектов по реставрации и возведению церквей и крепостей по всей Грузии.
В 1754 году Гиви Амилахвари скончался и был похоронен в Шиомгвиском монастыре в им же восстановленной церкви Успения Богородицы.

## Семья и дети
Гиви Амилахвари был дважды женат. Личность его первой жены не известна. В 1732 году вторично женился на Бангуа (ум. 29 июля 1766), дочери князя Вахушти Орбелиани. Дети:
- Андукапар (ум. 1742)
- Георгий (1739—1805)
- Давид (ум. 1800)
- Иоанн
- Тамара
- Мариам